# 大江村 (岡山県)
大江村（おおえそん）は、岡山県小田郡にあった村。現在の井原市の一部にあたる。

## 地理
高屋川に注ぐ矢ノ川の流域に位置していた。

## 歴史
- 江戸時代は毛利氏の支配を経て幕府領となる[2]。元和5年（1619年）福山藩領、元禄11年（1698年）幕府領を経て、文政10年（1827年）から一橋家領となる[2]。
- 1889年（明治22年）6月1日、町村制の施行により、小田郡大江村が単独で村制施行し、大江村が発足[1][2]。大字は編成せず[2]。
- 1953年（昭和28年）4月1日、後月郡井原町・西江原町・高屋町・荏原村・木之子村・県主村・青野村・山野上村、小田郡稲倉村と合併して、市制施行し井原市を新設して廃止された[1][2]。合併後、井原市大江町となる[2]。

## 産業
- 農業[2]